# Nao.
nao.（なおどっと、1984年9月5日 - ）は、日本の元AV女優。東京都出身。

## 略歴
株式会社ワープエンタテインメントより2003年7月『ドリームシャワー50』にて、同社専属女優としてデビュー。
「スーパーアイドル」の肩書きで売り出され、デビュー作品から異例の大ヒットを記録する。
翌年、ミリオン（ケイ・エム・プロデュース）専属女優「ミリオンガールズ2004」の一員となり、名前が同じということで及川奈央とも共演を果たした。
「小池ひとみ」名義でも作品を出している。
2010年12月1日、自身の作品をもって引退。

## 作品

### アダルトビデオ
2003年
- 未定。 プレミアムプレビュー1（5月21日、ワープエンタテインメント）
- 決定。 プレミアムプレビュー2（6月6日、ワープエンタテインメント）
- ドリームシャワー 50（7月4日、ワープエンタテインメント）…デビュー作品
- 天然ごっくん少女（8月8日、ワープエンタテインメント）
- 街でウワサの風俗ビル 3号店（9月5日、ワープエンタテインメント）
- M男くん いらっしゃーい（10月3日、ワープエンタテインメント）
- ワープスペシャル11 全編ザーメンごっくん編（11月7日、ワープエンタテインメント）
- 熱吻 ガチンコレズとスペルマ接吻（12月5日、ワープエンタテインメント）

2004年
- 精子泥棒［飲みすぎキャッツアイ］（1月8日、ドリームチケット）
- 専属 性癖 nao.（1月9日、桃太郎映像出版）
- タイムスリップ コスプレックス 60 nao.（2月6日、桃太郎映像出版）
- ビージーン21 nao.（3月5日、桃太郎映像出版）
- Wild Thing X nao.（4月23日、桃太郎映像出版）
- 超スーパースター nao.（5月28日、ケイ・エム・プロデュース）
- ミリプロかくし芸大会（6月25日、ケイ・エム・プロデュース）オムニバス作品
- NAOと呼ばれた女（6月25日、ケイ・エム・プロデュース）
- 完全なるイカセ4時間2004 nao.（7月30日、ケイ・エム・プロデュース）
- ミリオンガールズのお仕事ですよ!（8月27日、ケイ・エム・プロデュース）
- 裏・nao.（9月24日、ケイ・エム・プロデュース）
- nao. 4時間（10月22日、ケイ・エム・プロデュース）
- もしもnao.が僕の彼女だったら…（11月19日、ケイ・エム・プロデュース）
- もしもnao.が超高級ソープ嬢だったら…（12月24日、ケイ・エム・プロデュース）
- 24人のカリスマアイドル IV（12月24日、ケイ・エム・プロデュース）オムニバス作品

2005年
- 彼女の妹 完全版 nao.（1月21日、ケイ・エム・プロデュース）
- 超デジモ nao.（1月21日、レアル・ワークス）
- もしもnao.が僕のペットだったら…（2月18日、ケイ・エム・プロデュース）
- nao.と瀬戸由衣のダブルドリーム（2月18日、レアル・ワークス）
- レアルザーメン nao.（3月18日、レアル・ワークス）
- もしもnao.が僕の彼女だったら… 2（3月25日、ケイ・エム・プロデュース）
- 早坂ひとみとnaoのダブルドリームスペシャル（4月22日、レアル・ワークス）
- 風俗フルコース nao.（4月29日、ケイ・エム・プロデュース）
- 絶頂レズライブ 4時間 nao.（5月27日、ケイ・エム・プロデュース）
- 僕のペット nao.（6月3日、レアル・ワークス）
- nao.と一緒にオナニーしようよ（6月17日、レアル・ワークス）
- 調教ライブ4時間スペシャル（6月24日、ケイ・エム・プロデュース）
- 猥褻ザーメン nao. 〜フェチとザーメン〜（7月22日、レアル・ワークス）
- VERY BEST OF nao.（7月22日、ケイ・エム・プロデュース）
- 猥褻フェラチオ nao.（8月19日、レアル・ワークス）
- 責め痴女 nao.（9月23日、レアル・ワークス）
- VERY BEST OF nao.・2（9月30日、ケイ・エム・プロデュース）
- 超絶頂オマンコ拷問ライブ4時間 nao.（10月21日、レアル・ワークス）
- nao.の“なっ得モザイク”で味わう超高級ソープ嬢（11月18日、レアル・ワークス）
- REAL STARS nao. BEST 4時間（12月16日、レアル・ワークス）

2006年
- ハイパーデジタルモザイク Vol.011 nao.（1月1日、MOODYZ）
- 最高のオナニーのために nao.（2月1日、MOODYZ）
- ザーメンクラブ 10 ［極秘撮影会］ nao.（3月5日、ワープエンタテインメント）
- キスとヨダレとアナル舐め、おまけにフェラと手コキ責め。 part.2 nao.（4月5日、ワープエンタテインメント）
- レズの鉄人三上翔子がイカせた女達 4時間（4月21日、ケイ・エム・プロデュース）※総集編
- ドリーム学園 10（5月1日、MOODYZ） ※AV OPEN 2006エントリー作品
- 超絶ローションヌルベッチョ! 5（5月25日、OPERA［オペラ］）
- 東京露出（6月5日、ワープエンタテインメント）オムニバス作品
- ウルトラデジモのnao.がアナタの事を朝までオモチャ nao.（6月19日、クロス）
- Monthly 2時間 撮れたて素材まんま出し（7月15日、ワープエンタテインメント）オムニバス作品
- 無限中出し nao.（8月1日、MOODYZ）
- ドリーム学園 10 6時間1980円 完全版 （9月1日、MOODYZ）
- 黒人とセックス nao. （10月1日、MOODYZ）
- 強精中出しエロ玩具5 （10月13日、MOODYZ）
- 脳内麻薬 VOL.1 （12月7日、ナチュラルハイ）

2007年
- 痴漢専用中出しモデル1号 （1月5日、ナチュラルハイ）
- ノーモザイクおまんこ 7 COLOR SELECTION （1月13日、カルマ）
- 「超」ヤリまくり!イキまくり!24時間 nao.完全ゲリラSPECIAL!! （1月22日、SODクリエイト）
- 単体女優・nao.の美人マネージャーさんをみんなでヤっちゃったビデオ （2月8日、ナチュラルハイ）
- 超[チョ〜]お宝 VOL.03（2月15日、ワープエンタテインメント）オムニバス作品
- 超[チョ〜]お宝 Vol. 04 （3月15日、ワープエンタテインメント）オムニバス作品
- Girls FUCK〜女だけの快感スイッチ〜 （4月21日、h.m.p）
- IPキャバクラへようこそ 2（5月1日、アイデアポケット）
- キャンギャル調教（6月22日、GLAY'z）
- 究極隣点（7月16日、マキシング）
- 黒ストッキングの女性社員たち （8月10日、I.B.WORKS）オムニバス作品
- バニーガールしか見たくない! 4時間（8月31日、TMA）オムニバス作品
- ダブル★キャスト VOL.03（9月7日、桃太郎映像出版）
- 電マ激イキFUCKERS Vol.4 （11月1日、マキシング）オムニバス作品
- nao.style 01 Office Lady EX （11月7日、桃太郎映像出版）
- 女医nao.style 02 Nurse Lady EX （12月7日、桃太郎映像出版）

2008年
- nao.style 03 SOAP THE ASIAN SPA （1月7日、桃太郎映像出版）
- nao.style 04 エロ情婦nao. （2月7日、桃太郎映像出版）
- 女犯 nao. （3月7日、桃太郎映像出版）
- 女犯（3月7日、桃太郎映像出版）オムニバス作品
- B☆Jean nao.（4月7日、桃太郎映像出版）
- B☆Jean アウトテイクス（4月7日、桃太郎映像出版）オムニバス作品
- サディスティック痴女覚醒 Wild Thing （5月7日、桃太郎映像出版）
- 痴女M女覚醒 アウトテイクス Wild Thing （5月7日、桃太郎映像出版）オムニバス作品
- W-cast 乱交・スペルマハーレム （6月19日、桃太郎映像出版）
- 青姦 （7月7日、桃太郎映像出版）
- ぬるぬる （8月19日、桃太郎映像出版）
- 絶対快感。 （9月7日、桃太郎映像出版）
- あこがれのnao.先生はいつも汁ダクにオマ○コ濡らしているド淫乱痴女だった。 （10月7日、桃太郎映像出版）

2009年
- 東京GalsベロCity 22 （1月5日、ドリームチケット）
- nao.若妻陵辱中出し （3月7日、桃太郎映像出版）
- 気づけばいつも、アナル舐め （3月15日、ワープエンタテインメント）オムニバス作品
- 兄嫁奴隷 〜策略の寒村蟻地獄〜 （3月19日、タカラ映像）
- お豆をこすって欲しいの （3月19日、乱丸）
- THE BEST OF CAST SUPER STARS☆FANTASTIC大乱交 （4月19日、kira☆kira）
- とめどなく溢れる愛液 LOVE JUICE （5月19日、ROOKIE）
- おしゃぶりVENUS （5月19日、エムズビデオグループ）
- 〜僕の妄想を叶える！〜非現実的エロス〜美人OLにやりたい放題!〜 （6月1日、MOODYZ）
- 拘束椅子Legend （6月19日、ドグマ）
- 美脚オナニー・パラノイア （7月19日、ドグマ）
- nao.の童貞くん、いらっしゃ〜い （12月1日、アイデアポケット）

2010年
- 潜入捜査官、堕ちるまで… あなたの為に。 （1月7日、アタッカーズ）
- 美脚 （3月13日、E-BODY）
- スレンダー美女の生中出しゴックンSEX （4月19日、エムズビデオグループ）
- マグナムおじいちゃん 〜78歳にしてこのデカチンを持つ老人の壮絶なSEX!〜 （4月25日、Fantasista）
- 禁断の扉 6 （6月11日、アウダースジャパン）
- DOKIレズ46 （6月11日、アウダースジャパン）
- 人妻レズビアン 義理の姉妹に恋芽生え （6月19日、アンナと花子）
- 調教レズレイプ vol.12 （9月13日、U&K）
- 妖艶レズ美アン （9月13日、U&K）
- 引退直前企画 100発の精子飲む （11月1日、アイデアポケット）
- nao.引退 （12月1日、アイデアポケット）

### オリジナルビデオ
- 新 高校教師 さくらんぼの季節 （2005年6月22日、エンゲル）

### テレビ
- 2ndハウス （2006年、テレビ東京系）…妄想レディ2号 を演じた。
- 乙音の部屋（2007年4月3日、エンタ!371）

### 映画
- くりいむレモン 亜美の日記 （2005年、フルメディア）…まどか役。